# Leira Station
Leira Station (Leira stasjon) var en jernbanestation på Valdresbanen, der lå ved byområdet Leira i Nord-Aurdal kommune i Norge.
Stationen åbnede 1. oktober 1906 sammen med den sidste del af banen fra Aurdal til Fagernes. Den blev nedgraderet til holdeplads 7. januar 1968 og til trinbræt 10. juni 1968. Persontrafikken på banen blev indstillet 1. januar 1989. Sporet mellem Leira og Fagernes blev taget op i efteråret 1991 og mellem Leira og Bjørgo i 2002.
Den første stationsbygning blev opført til åbningen i 1906, men den blev senere revet ned. Den anden og nuværende bygning blev opført i 1941 efter tegninger af NSB Arkitektkontor. Den huser nu et værksted for restaurering af gamle ovne.